# Laloret e era Fitau
Laloret e era Fitau (francès Lalouret-Laffiteau) és un municipi del departament francès de l'Alta Garona, a la regió d'Occitània.